# Annus horribilis
Pour les articles homonymes, voir Annus.
Annus horribilis, expression en latin signifiant littéralement en français « année horrible », en anglais « horrible year », est l'expression utilisée par la reine Élisabeth II pour qualifier l'année 1992, dans un discours prononcé le 24 novembre 1992 à Guildhall, quelques mois après le 40e anniversaire de son accession au trône.
Cette expression est un jeu de mots qui fait explicitement référence à l’Annus mirabilis, l'« année miraculeuse » des Rois catholiques d'Espagne qui a eu lieu 500 ans plus tôt, en 1492, et à celle de 1666, célébrée par un poème de John Dryden publié en 1667.
L'expression est reprise régulièrement par la presse économique en diverses occasions n'ayant aucun rapport avec 1992,,,,.

## Raisons
Les raisons de l'utilisation de cette expression sont attribuées aux problèmes familiaux qu'a connus la famille royale au cours de cette année :
- en mars 1992, Maurice, le dernier royaume de la reine en Afrique et l’un de ses pays préférés, devient une république ;
- également au mois de mars, le deuxième fils de la reine, le prince Andrew, se sépare officiellement de son épouse Sarah Ferguson, après la parution dans la presse à scandale de photographies de cette dernière embrassant un autre homme, le millionnaire texan John Bryan ;
- au mois d'avril, la princesse Anne divorce de son premier mari le capitaine Mark Phillips (la princesse royale se remarie néanmoins le 12 décembre 1992 en Écosse, selon le rite presbytérien écossais, avec le commandant Timothy Laurence, après le discours de Guildhall) ;
- au mois de juin, le livre de la princesse Diana, Diana: Her True Story, révèle en détail la mésentente conjugale entre elle et son époux, le prince Charles, et la liaison de celui-ci avec Camilla Parker-Bowles (entraînant au mois de décembre, après le discours de Guildhall, la séparation officielle du couple) ;
- enfin, quatre jours avant le discours de la reine, le 20 novembre 1992, le château de Windsor est la proie d'un grave incendie accidentel, causant entre autres de graves pertes d'œuvres d'art (entraînant pour la monarchie, au cours des mois qui suivent le sinistre, une crise liée au financement de la reconstruction du château).

## Propos de la reine
« 1992 is not a year on which I shall look back with undiluted pleasure. In the words of one of my more sympathetic correspondents, it has turned out to be an 'Annus Horribilis'. I suspect that I am not alone in thinking it so. »
« 1992 n’est pas une année dont je me souviendrai avec un plaisir inaltéré. Selon les mots de l'un de mes correspondants les plus sympathiques, elle s’est avérée être une annus horribilis. Je pense que je ne suis pas la seule à le penser. »

## Dans la fiction
L'annus horribilis et le discours de Guildhall sont au centre de l'épisode 4 de la saison 5 de la série américano-britannique The Crown (2022).